# Tiro esportivo nos Jogos Pan-Americanos de 2015 - Carabina deitado 50 m masculino
A categoria da carabina deitado 50 m masculino foi um dos eventos do tiro esportivo nos Jogos Pan-Americanos de 2015, em Toronto. Foi disputada no dia 17 de julho no Pan Am Shooting Centre em Innisfil. 

## Calendário
Horário local (UTC-4)
| Data        | Horário | Fase         |
| ----------- | ------- | ------------ |
| 17 de julho | 11:45   | Qualificação |
| 17 de julho | 14:45   | Final        |

## Medalhistas
| Ouro   | BRA Cassio Rippel   |
| Prata  | USA Michael McPhail |
| Bronze | CAN Michel Dion     |

## Resultados

### Qualificação
Participaram da competição 29 atiradores. Para a final, se classificaram os 8 melhores.
| Pos. | Atirador               | Nacionalidade                | 1     | 2     | 3     | 4     | 5     | 6     | Total | Notas |
| ---- | ---------------------- | ---------------------------- | ----- | ----- | ----- | ----- | ----- | ----- | ----- | ----- |
| 1    | Cassio Rippel          | BRA Brasil                   | 103.6 | 104.6 | 106.0 | 104.5 | 104.2 | 103.0 | 625.9 | Q,    |
| 2    | Michael McPhail        | USA Estados Unidos           | 105.3 | 102.9 | 102.2 | 104.9 | 104.4 | 105.3 | 625.0 | Q     |
| 3    | Bruno Heck             | BRA Brasil                   | 102.5 | 103.2 | 105.1 | 105.2 | 102.5 | 105.3 | 623.8 | Q     |
| 4    | Michel Dion            | CAN Canadá                   | 103.2 | 103.8 | 103.7 | 103.4 | 103.8 | 102.6 | 620.5 | Q     |
| 5    | Gale Stewart           | CAN Canadá                   | 103.3 | 104.2 | 102.4 | 104.4 | 103.3 | 102.8 | 620.4 | Q     |
| 6    | Ángel Velarte          | ARG Argentina                | 103.6 | 103.5 | 103.4 | 101.4 | 103.6 | 103.8 | 619.3 | Q     |
| 7    | Raul Vargas            | VEN Venezuela                | 102.0 | 103.1 | 105.1 | 103.2 | 103.0 | 102.6 | 619.0 | Q     |
| 8    | José Luis Sánchez      | MEX México                   | 101.9 | 102.9 | 103.8 | 105.3 | 102.1 | 102.6 | 618.6 | Q     |
| 9    | George Norton          | USA Estados Unidos           | 103.4 | 103.5 | 102.2 | 104.1 | 102.8 | 101.3 | 617.3 |       |
| 10   | Juan Angeloni          | ARG Argentina                | 103.5 | 102.8 | 102.6 | 104.6 | 103.2 | 100.0 | 616.7 |       |
| 11   | Luis Morales           | MEX México                   | 102.3 | 104.7 | 103.1 | 102.5 | 102.9 | 100.9 | 616.4 |       |
| 12   | Reinier Estpinan       | CUB Cuba                     | 102.5 | 102.8 | 103.6 | 101.3 | 102.8 | 101.2 | 614.2 |       |
| 13   | Elias San Martin       | CHI Chile                    | 101.9 | 103.3 | 102.2 | 101.4 | 103.8 | 101.2 | 613.8 |       |
| 14   | Octavio Sandoval       | GUA Guatemala                | 102.4 | 103.1 | 102.9 | 103.4 | 99.8  | 101.1 | 612.7 |       |
| 15   | Hosman Duran           | DOM República Dominicana     | 101.2 | 105.0 | 101.5 | 103.0 | 100.1 | 101.8 | 612.6 |       |
| 16   | Marlon Perez Rodriguez | GUA Guatemala                | 101.2 | 102.8 | 102.9 | 99.0  | 104.4 | 101.9 | 612.2 |       |
| 17   | Roberto Chamberlain    | CRC Costa Rica               | 101.4 | 103.0 | 102.6 | 103.7 | 100.0 | 100.8 | 611.5 |       |
| 18   | Marlon Moses           | TTO Trinidad e Tobago        | 99.4  | 102.8 | 103.9 | 100.7 | 99.5  | 103.2 | 609.5 |       |
| 19   | Cristian Morales       | BOL Bolívia                  | 99.8  | 101.5 | 102.2 | 99.4  | 103.4 | 102.9 | 609.2 |       |
| 20   | Cristian Santacruz     | ECU Equador                  | 101.9 | 99.3  | 101.4 | 102.7 | 102.3 | 101.3 | 608.9 |       |
| 21   | Daniel Vizcarra        | PER Peru                     | 100.9 | 103.5 | 100.3 | 102.4 | 101.3 | 100.4 | 608.8 |       |
| 22   | Ned Gerard             | ISV Ilhas Virgens Americanas | 101.7 | 101.5 | 99.7  | 99.6  | 104.9 | 101.2 | 608.6 |       |
| 23   | Yoleisy Lois           | CUB Cuba                     | 98.6  | 100.2 | 100.4 | 103.6 | 102.6 | 101.3 | 606.7 |       |
| 24   | Israel Gutierrez       | ESA El Salvador              | 100.9 | 100.3 | 101.6 | 100.3 | 101.9 | 101.4 | 606.4 |       |
| 25   | Jesús Calderón         | CHI Chile                    | 99.0  | 99.1  | 103.0 | 100.9 | 103.6 | 100.1 | 605.7 |       |
| 26   | Julio Iemma            | VEN Venezuela                | 100.3 | 102.5 | 101.1 | 100.5 | 101.7 | 98.8  | 604.9 |       |
| 27   | Oliser Zelaya          | ESA El Salvador              | 100.8 | 99.4  | 100.7 | 99.4  | 100.2 | 99.4  | 599.9 |       |
| 28   | Dwayne Ford            | JAM Jamaica                  | 93.9  | 96.3  | 92.8  | 98.6  | 97.7  | 98.5  | 577.8 |       |
| 29   | Yerald Canda           | NCA Nicarágua                | 92.8  | 95.4  | 94.3  | 95.3  | 88.3  | 98.0  | 564.1 |       |

### Final
| Pos.              | Atirador          | Nacionalidade      | 1                   | 2                   | 3              | 4               | 5               | 6               | 7               | 8               | 9               | Total | Notas      |
| ----------------- | ----------------- | ------------------ | ------------------- | ------------------- | -------------- | --------------- | --------------- | --------------- | --------------- | --------------- | --------------- | ----- | ---------- |
| Medalha de ouro   | Cassio Rippel     | BRA Brasil         | 31.5 10.2 10.8 10.5 | 62.5 10.1 10.7 10.2 | 83.3 10.8 10.0 | 104.4 10.7 10.4 | 125.4 10.5      | 146.7 10.8 10.5 | 167.4 10.1 10.6 | 187.6 10.1 10.1 | 207.7 10.0 10.1 | 207.7 | FPR        |
| Medalha de prata  | Michael McPhail   | USA Estados Unidos | 31.2 9.8 10.9 10.5  | 61.4 10.0 9.9 10.3  | 82.3 10.4 10.5 | 103.4 10.4 10.7 | 123.8 10.0 10.4 | 144.8 10.4 10.6 | 165.2 9.6 10.8  | 185.0 10.4 9.4  | 205.5 10.1 10.4 | 205.5 |            |
| Medalha de bronze | Michel Dion       | CAN Canadá         | 31.1 10.2 10.4 10.5 | 61.7 9.7 10.3 10.6  | 82.5 10.3 10.5 | 103.2 10.7 10.0 | 122.9 9.9 9.8   | 143.6 10.0 10.7 | 164.0 10.2 10.2 | 183.8 9.9 9.9   | 183.8           | 183.8 |            |
| 4                 | Ángel Velarte     | ARG Argentina      | 30.7 10.8 10.2 9.7  | 60.4 9.8 9.7 10.2   | 81.4 10.4 10.6 | 102.7 10.9 10.4 | 122.7 10.0      | 142.7 9.8 10.2  | 162.9 9.7 10.5  | 162.9           | 162.9           | 162.9 |            |
| 5                 | Bruno Heck        | BRA Brasil         | 30.0 9.7 10.3 10.0  | 60.4 10.3 10.4 9.7  | 80.4 9.6 10.4  | 100.9 10.0 10.5 | 121.3 10.5 9.9  | 141.4 10.1 10.0 | 141.4           | 141.4           | 141.4           | 141.4 | S-Off 10.6 |
| 6                 | Gale Stewart      | CAN Canadá         | 30.2 10.0 10.6 9.6  | 60.3 10.5 10.3 9.3  | 80.5 9.8 10.4  | 101.0 10.2 10.3 | 121.3 10.4 9.9  | 121.3           | 121.3           | 121.3           | 121.3           | 121.3 | S-Off 10.2 |
| 7                 | Raul Vargas       | VEN Venezuela      | 30.7 10.2 10.5 10.0 | 60.3 9.9 9.5 10.2   | 79.9 10.4 9.2  | 99.6 9.7 10.0   | 99.6            | 99.6            | 99.6            | 99.6            | 99.6            | 99.6  |            |
| 8                 | José Luis Sánchez | MEX México         | 27.7 9.3 9.1        | 58.7 10.7 10.2 10.1 | 78.4 10.0 9.7  | 78.4            | 78.4            | 78.4            | 78.4            | 78.4            | 78.4            | 78.4  |            |